# Dondert
Dieser Artikel wurde wegen inhaltlicher Mängel auf der Qualitätssicherungsseite des Portals Geowissenschaften eingetragen. Dies geschieht, um die Qualität der Artikel im Themengebiet Geowissenschaften zu steigern. Bitte hilf mit, die Mängel zu beseitigen, oder beteilige dich an der Diskussion. (+)

Begründung: Siehe Diskussion --Anarabert (Diskussion) 00:43, 20. Feb. 2024 (CET)
Die Dondert ist ein etwa 15 Kilometer langer linker Nebenfluss der Niers in Nordrhein-Westfalen.

## Verlauf
Die Dondert entspringt in der Nähe von Veert, einem Dorf nordwestlich von Geldern. Von der Quelle aus fließt sie in nördliche Richtung, bevor sie – bei Veert unterbrochen durch den um 1770 gebauten Nierskanal – bei Kevelaer in die Niers mündet.